# H.C. Potter
Henry Codman Potter (de vegades conegut com Henry Codman Potter II o Jr) (Nova York, 13 de novembre de 1904 - Southampton, 31 d'agost de 1977) va ser un productor i director teatral i de cinema estatunidenc.

## Biografia
H.C. Potter va néixer a la ciutat de Nova York, net del reverend Henry Codman Potter, bisbe episcopal de Nova York, i besnét d' Alonzo Potter. Va assistir a l'escola St. Marks i es va graduar a la Universitat Yale el 1926, on va ser membre de la Yale Dramatic Association i de Scroll and Key. Va assistir a la Yale School of Drama a l'època de George Pierce Baker, i amb George Haight va fundar els Hampton Players, un dels teatres de principis d'estiu a Amèrica, amb seu a Southampton, Long Island de 1927 a 1933. Amb Haight com a productor, va dirigir nombroses produccions de Broadway, després es va traslladar a Hollywood, on va dirigir més de 20 llargmetratges, guanyant-se la reputació d'especialista en comèdia "mordassa".
Un àvid pilot privat, va servir durant la Segona Guerra Mundial com a superintendent d'operacions a Falcon Field prop de Phoenix, Arizona, entrenant pilots de la Royal Air Force, i més tard com a capità del Comandament del Transport Aeri, transportant càrrega en avions petits a bases militars a tota Califòrnia. La seva carrera cinematogràfica de postguerra es va veure impedida per un contracte amb RKO, després controlada i pràcticament aturada per les polítiques excèntriques del seu propietari Howard Hughes.
El 1958, es va retirar del treball cinematogràfic i es va traslladar a la ciutat de Nova York, on va obrir una oficina de producció escènica amb Richard Meyers, i va dedicar-se a la seva afició d'entrenar gossos Labrador retriever per a proves de camp.
El 8 de febrer de 1960, el nom d'H.C. Potter va ser col·locat al Passeig de la Fama de Hollywood. La seva estrella es troba al 6633 Hollywood Blvd.
La jubilació va oferir a Potter l'oportunitat de satisfer la seva passió per escriure monografies erudites sobre Sherlock Holmes per a The Baker Street Journal (BSI) . El 1971 se li va concedir la pertinença a The Baker Street Irregulars, l'organització amb seu a Nova York que manté la memòria de Sherlock Holmes. Potter va rebre la investidura "El problema final".
A més, Potter va guanyar dues vegades el Morley-Montgomery Award, una de les màximes distincions que atorga el BSI, pels seus articles "Reflections on Canonical Vehicles and Something of the Horse" (1971) i "John H. Watson, Word Painter" (1976).
Potter es va casar amb Lucilla Annie Wylie el 1926. Els seus tres fills van ser Daniel J. Potter, Robert A. Potter, i Earl Wylie Potter.

## Filmografia
- Beloved Enemy (1936)
- Wings over Honolulu (1937)
- Romance in the Dark (1938)
- The Cowboy and the Lady (1938)
- The Shopworn Angel (1938)
- The Adventures of Tom Sawyer (1938)
- La història de Vernon i Irene Castle (The Story of Vernon and Irene Castle) (1939)
- Blackmail (1939)
- Congo Maisie (1940)
- Second Chorus (1940)
- Hellzapoppin' (1941)
- Victory Through Air Power (documental) (1943)
- Mr. Lucky (1943)
- The Farmer's Daughter (1947)
- A Likely Story (1947)
- You Gotta Stay Happy (1948
- Els Blandings ja tenen casa (Mr. Blandings Builds His Dream House) (1948
- Una vida plena (The Time of Your Life) (1948)
- The Miniver Story (1950)
- Three for the Show (1955)
- Top Secret Affair (1957).